# Breetz (Lenzen)
Breetz ist ein bewohnter Gemeindeteil der Stadt Lenzen (Elbe) des Amtes Lenzen-Elbtalaue im Landkreis Prignitz in Brandenburg.

## Geografie
Das Dorf liegt sieben Kilometer westnordwestlich von Lenzen (Elbe) und 33 Kilometer westnordwestlich von Perleberg, dem Sitz des Landkreises Prignitz. Die Nachbarorte sind Alt Eldenburg im Nordosten, Eldenburg und Seedorf im Osten, Bäckern und Ziegelhof im Südosten, Mödlich im Süden, Wootz, Rosensdorff, Kietz, Unbesandten und Besandten im Südwesten, Baarz und Gaarz im Westen, sowie Polz im Nordwesten.

## Geschichte
Das Dort Breetz ist seit 1325 („Brutzou“) urkundlich belegt. Es war in seiner Frühzeit durch Fischfang und Viehzucht geprägt. Während des Dreißigjährigen Krieges fiel es wüst, ab 1664 wurde es wieder aufgebaut. Bei einem Feuer 1747 brannten bis auf den Krug alle Höfe des Ortes ab. Für 1791 werden 130 Einwohner angegeben. Das umliegende Land wurde insbesondere für Viehzucht genutzt.
Um 1800 gehörte der Ort zum Lenzenschen Kreis der Provinz Prignitz; ein Teil der Kurmark der Mark Brandenburg. In einer Beschreibung der Mark Brandenburg aus dem Jahr 1804 wurde das Dorf mit einer Größe von sechs Hufen, 19 Feuerstellen und insgesamt 136 Einwohnern verzeichnet. In der Beschreibung des Zustandes wurden zwölf Ganzbauern oder Erbbesitzer, zwei Kossäten, 13 Einlieger sowie guter Boden und eine Fettweide genannt. Der damals im Besitz der Domäne Amt Eldenburg befindliche Ort, war postalisch über den Adressort Lenzen erreichbar und die hier vorhandene Filialkirche zählte zur Kirche in Seedorf, eine Mutterkirche der kirchlichen Inspektion Lenzen.
1939 wurden 77 Einwohner angegeben, die größtenteils in der Land- und Forstwirtschaft tätig waren. In der Zeit nach dem Zweiten Weltkrieg stieg die Bevölkerungszahl vorübergehend nochmals an (146: 158 Einwohner). Im Rahmen der Bodenreform wurden etwa 140 Hektar Grundbesitz enteignet und auf sieben Neubauern, die Gemeinde und die Vereinigung der gegenseitigen Bauernhilfe (VdgB) aufgeteilt. 1960 wurde die Landwirtschaftliche Produktionsgenossenschaft (LPG) „Frischer Wind“ gegründet, die später mit anderen LPG von Nachbardörfern zusammengelegt wurde.
Zahlreiche infolge des Bevölkerungsrückgangs leerstehende Gebäude wurden in den 2010er Jahren saniert und einer touristischen Nutzung zugeführt.